# Phoenicoprocta frontalis
Phoenicoprocta frontalis är en fjärilsart som beskrevs av Walker 1854. Phoenicoprocta frontalis ingår i släktet Phoenicoprocta och familjen björnspinnare. Inga underarter finns listade i Catalogue of Life.